# Kumani
Kumani ili prema istočnoeuropskom izvorniku Polovci (grčki: Κο(υ)μάνοι, Ko(u)manoi; mađarski: kun / plural kunok; turski: kuman / plural kumanlar) su turkijski nomadski narod s prostora središnje Azije, koji je sredinom 11. stoljeća počeo naseljavati južnu rusku, a potom i ukrajinsku stepu istočne Europe, točnije sjevernu obalu Crnog mora. Taj su prostor, danas južne Ukrajine i Moldove, do 10. odnosno 11. stoljeća kontrolirala slavenska plemena Poljani, Bijeli Hrvati, Tiverci i Uliči u sklopu Kijevske Rusi, koji su se nakon kumanskog proboja djelomično povukli u sjevernije predjele i otvorili prolaz prema Rumunjskoj, Bugarskoj, Mađarskoj i općenito ostatku Balkana. U središnjoj Europi, Kumani su identificirani s Kipčakima, ili zapadnom granom Kipčaka, a u Rusiji i Ukrajini su poznatiji kao Polovci. 
Nakon što su kijevski kneževi u krvavim ratovima tijekom 11. stoljeća prepustili Kumanima južnu crnomorsku stepu, Kumani su nastavili svoj pohod prema Rumunjskoj, odnosno Kneževini Vlaškoj, Bugarskoj, Bizantu, Mađarskoj i Srbiji. Na tim su prostorima također ostavili vrijedne kulturološke tragove koji navode da je riječ o narodu s vrlo izraženim smislom za trgovinu. Postaju aktivni u trgovini sa središnjom Azijom i Venecijom. U 12. stoljeću glavnina kumanske vojne snage poražena je od Kijevske Rusi koja je doživjela još jedan kratak kulturno-politički preporod, a konačni udarac oko 1245. zadaju im Mongoli. Dio kumanskog naroda prodan je u roblje, dok je dio njih izbjegao u Bugarsku i Mađarsku, gdje se postupno asimiliraju. Dio Kumana priključio se kanatu Zlatne Horde (Zapadni Kipčaki) koja se oganizirala na bivšem kumanskom teritoriju u danas južnoj Rusiji.

## Europska povijest
Kumani su na prostore istočne Europe ušli u podneblju južne Volge početkom 11. stoljeća. Nastavili su svoj nomadski pohod prema južnoj Ukrajini odnosno Kijevskoj Rusi. Nakon višegodišnjih bitki s južnim istočnoslavenskim plemenima, uključujući i Bijele Hrvate, koji su tada bili jedno od najistaknutijih plemena, ulaze na prostore nekadašnjih kneževina Moldavije, Vlaške i Transilvanije. Učvrstili su svoje središte u današnjoj Rumunjskoj i od tuda su nastavili upadati na teritorije Bizantskog Carstva, Kraljevine Ugarske, ali i južne prostore Kijevske Rusi. 
Ugarski kralj Ladislav prvi ih je zaustavio u njihovoj brzoj ekspanziji 1089. godine. Tim činom Kumani su započeli konsolidaciju vlastite države koju su nazvali Kumanijom. Prostori kumanske države imali su svoje središte na prostorima kneževina Moldavije i Vlaške u današnjoj Rumunjskoj, ali njihov nomadski vojni utjecaj bio je znatno širi. Kijevski kneževi s prostora Ukrajine često su vodili ratove na crnomorskoj stepi pokušavajući ponovno uspostaviti vlastiti trgovački put prema Bizantu. Osim snažne vojske kijevskih kneževa, s Kumanima su u sukob često dolazili i Pečenezi, polunomadski narod koji se u 11. stoljeća pristigavši iz Azije nastanio između Crnog mora i Kaspijskog jezera. Posljednji poznati sukob Kumana i Pečenega dogodio se 1094. kada su Kumani posve porazlil Pečenege te znatan dio njih asimilirali. 
U vlaško-bugarskom ustanku protiv Bizanta, Kumani su odigrali značajnu ulogu u pobjedi pobunjenika i ponovnog proglašenja bugarske neovisnosti 1185. godine. Kumani su ponovno u 12. stoljeću porazili velikog princa Kijevske Rusi Vladimira II. Monomaha u bitci kod rijeke Stugne. Konačno, snažnu kumansku vojsku zaustavili su Mongoli 1238. godine, poslije čega su se razišli po okolnim kneževinama i državama Vlaške, Moldavije, Ugasrke, Bugarske i Bizanta. Poslije mnogih sukoba s Mađarima, većina Kumana, zajedno s Jasima, je napustila Ugarsku i pridružila se svojim izbjeglim plemenima u Bugarskoj. Kumani koji su prebjegli u ruske stepe pridružili su se Zlatnoj Hordi predvođenom Mongolima.
Nakon mongolske invazije, ugarski kraljevi počeli su prisvajati mađarske i rumunjske teritorije na kojima su se prethodno smjestili Kumani. Ugarski kraljevi iz dinastije Arpadovića i Anžuvinaca imali su bliske veze s kumanskim susjedstvom i time su stjecali titule poput kralj Kumanije (lat. rex Cumaniae). Kumani su se poput Ugara (Mađara) relativno dobro integrirali u društvo europskih naroda, ali nisu dugotrajno zadržali svoj identitet i time su se asimilirali. U 13. stoljeću zapadni Kumani su prihvatili katoličanstvo; u Mađarskoj su postali kalvinisti, u Moldaviji su kao Gagauzi prihvatili pravoslavnu vjeru, dok su istočni Kumani s prostora ukrajinske i ruske stepe prihvatili islam. Preostali Kumani na tim istočnoeuropskim prostorima djelomično su zaslužni za formiranje multietničkog Krimskog kanata u 15. stoljeću.
Kulturni i politički utjecaj Kumana u početku je bio poprilično velik, tako da su u Moldaviji i Vlaškoj preuzimali kumanska imena, ne samo običan narod nego čak i vladari. Međutim, vremenom su se asimilirali i prevladao je rumunjski utjecaj i većina se u tim krajevima počela izjašnjavati kao Rumunji. Besarab I., sin vlaškog princa Tihomira Vlaškog, održao je nezavisnost od Ugarske sve do početka 14. stoljeća. Ime Besarab kumanskog je podrijetla i smatra se kumanskim imenom koje ima značenje oca kralja. Današnja regija Besarabija zauzima veći prostor države Moldove. 
Utjecaj Kumana je veoma dugo ostao u Ugarskoj, sve do kraja 17. stoljeća. To se ogledalo u kumanskom jeziku i običajima koji su se održali u ugarskoj kraljevskoj županiji Kunság. Općenito je prihvaćeno da bugarske dinastije Asen, Šišman i Terter imaju kumanske korijene. Kumani su iza sebe ostavili vrijedne kulturne tragove koji su se kao napredni u svoje vrijeme vrlo brzo integrirali u kulturu europskih naroda.

## Tragovi kumanske kulture
Dok je sam kumanski narod bio asimiliran od strane ostalih europskih naroda, njihovo ime se može sresti i danas u različitim oblicima i krajevima. Izvrsni primjeri za to su mjesto Kumanovo u Makedoniji, zatim u Rumunjskoj mjesto Comăneşti i u Bugarskoj mjesto Komana, kao i selo Kumane u općini Novi Bečej u Srbiji. U Mađarskoj su prilikom naseljavanja na mađarske teritorije u 1238. godine imali svoju vlastitu upravu, a teritorij, gdje su bili kolonizirani, je dobio ime po njima Kunság i u tom obliku je teritorij ostao poznata sve do 19. stoljeća.
Ime Kumana (Kun) je i danas prisutno u mađarskim županijama Bač-Kiškun i Jas-Nađkun-Solnok, i u imenima gradova Kiškunhalaš i Kunsentmikloš. U Mađarskoj su Kumani bili organizirani u četiri plemena (Kolbas/Olaš u velikoj Kumaniji blizu mjesta Karcag, a ostale tri u južnom dijelu zaposjednuti teritoriji). Druga grupa Kumana su Paloci (Palóc; mađ. Palócok). Ova grupa živi u sjevernoj Mađarskoj i južnoj Slovačkoj i ima specifičan dijalekt. Njihovo kumansko podrijetlo nije dokumentirano ali je govor potpuno isti pa ih jezikoslovci svrstavaju u istu skupinu naroda.
S obzirom na to da su Kumani poput Mađara podrijetlom azijski narod, njihov srodan jezik se najduže očuvao upravo u Mađarskoj, ali je po dolasku Turaka u 17. stoljeću zauvijek izgubljen. Toponimi s osnovom kumanskog jezika se još mogu naći u Rumunjskoj u županijama Vaslui i Galaţi. U krajevima gdje je postojala asimilacija Kumana, česta su i prezimena koje u osnovi imaju naziv Kumani kao što su Kuman, Koman ili Kun Nadia Comăneci, Otilia Coman i Nicolai Comănescu. U Bugarskoj prezime Kumanov i makedonska varijanta Kumanovski i najzad u Mađarskoj prezime Kun (Bela Kun).
Kumani, odnosno Polovci se pojavljuju u staroruskom odnosno kijevskom epu Slovo o polku Igoreve u kome je opisan pohod kneza Igora Svjatoslaviča protiv njih. Po motivima ovog epa Aleksandar Borodin (dovršio ju je Nikolaj Rimski-Korsakov) je napisao operu knez Igor čiji zaseban baletni dio čine tzv. Polovačke igre. Kumani su također ostavili niz zanimljivih kulturnih tragova na prostorima južne Ukrajine i Rusije.

## Vanjske poveznice
- Kolo; Gábor Klaniczay: Svakodnevni život i elite u kasnom srednjem vijeku: civilizirani i barbari  Arhivirana inačica izvorne stranice od 19. prosinca 2008. (Wayback Machine)
- Genetsko porijeklo Kumana (eng.)